# Фаренхајт 9/11
Фаренхајт 9/11 (енгл. Fahrenheit 9/11) јесте амерички документарни филм из 2004. режисера Мајкла Мура. У филму се критикује администрација тадашњег председника САД Џорџа В. Буша као и Рат против тероризма, који је покренут после терористичких напада на САД 2001. У филму се критикује и истрага која је вођена након напада и тврди се да је занемарена чињеница да је петнаест од деветнаест нападача било из Саудијске Арабије. Критикује се и улога медија пред инвазију на Ирак 2003. као и доношење закона којима су „прекршена основна људска права” као што је Амерички патриотски закон.
Наслов филма је алузија на роман Реја Бредберија из 1953 — Фаренхајт 451, при чему је температура самозапаљења папира замењена датумом напада 11. септембра. Слоган филма је: „Температура на којој гори слобода”.
Филм је 2004. награђен Златном палмом, првом наградом Канског филмског фестивала, притом добивши најдуже овације у историји фестивала у трајању од 25 минута. Фаренхајт 9/11 је држао рекорд за најпрофитабилнији документарни филм свих времена све до 2009. када га је престигао документарац Мајкл Џексон: То је то.